# Якушева, Ада
Ариа́дна Ада́мовна Я́кушева (более известна под псевдонимом Ада Якушева; 24 января 1934, Ленинград — 6 октября 2012, Москва) — советская и российская поэтесса, бард, радиожурналистка и писательница. Первая жена Юрия Визбора.

## Биография
Ада Якушева родилась 24 января 1934 года в Ленинграде. Её отец погиб во время Великой Отечественной войны в Белоруссии, будучи комиссаром партизанского отряда. В детстве Ада училась музыке по классу виолончели, но музыкальную школу не окончила. В 1952 году поступила в Московский педагогический государственный институт им. В. И. Ленина на факультет русского языка и литературы, где училась одновременно с будущими бардами и поэтами Юрием Визбором, Юлием Кимом, Юрием Ряшенцевым, писателем Юрием Ковалем, а также с режиссёром Петром Фоменко. Педагогический институт был одним из главных в стране центров авторской песни, и в 1954 году, на втором курсе, Ада стала сочинять песни и стихи. В 1959 году была принята на семинар самодеятельных композиторов при СК СССР, где обучалась композиции, гармонии и т. д. В начале 1960-х годов Якушева руководила женским песенным октетом, гастролировала с ним по стране. С 1966 по 1968 год работала редактором на радиостанции «Юность».

## Личная жизнь
Окончила институт в 1956 году, в 1958 году вышла замуж за Юрия Визбора. Вскоре у них родилась дочь Татьяна. Позже брак распался. В 1968 году вступила в брак с радиожурналистом Максимом Кусургашевым, с которым также училась вместе в институте. В этом браке двое детей: Максим Кусургашев (род. 1969) и Дарья Кусургашева (род. 1973).

## Дискография
У Якушевой вышла пластинка на фирме «Мелодия». Среди изданных аудиозаписей певицы:
- «На время позабудь»,
- «Ты — моё дыхание»,
- «Лучшие песни»,
- «Ада Якушева» (в серии «Российские барды»).

## Песни
- «А мне везёт: к вершинам белым»… — «А мне везёт»…
- «А мне давно знакомо время старта»… — «Моя орбита»
- «Бегут, бегут, бегут колёса»… — (Слова и музыка Ю. Визбора и А. Якушевой)
- «Бродит дождик за окошком»… — «Колыбельная Тане»
- «В институте, под сводами лестниц»… — «Любимый город» («Песня Москве»)
- «В речке Каменной бьются камни»…
- «Ветер листья по асфальту кружит»… — «Город — самый лучший» (Песня-репортаж)
- «Ветер песни поёт, он с привычками твоими»…
- «Вечер бродит по лесным дорожкам»…
- «Вроде немало мне бед и побед»… — «Поворот»
- «Говоришь, что ты несчастна»… — «Не печалься, Танька»
- «Да обойдут тебя лавины»… — (Стихи А. Якушевой и Ю. Визбора, музыка А. Якушевой)
- «Если б ты знал»…
- «Живёт на свете девочка»…
- «За поездом по полю»… — «Песня о путях» («Дорожная»)
- «Записную книжку вновь листаю я»… — «Записная книжка»
- «Здравствуй, это главное — ты здравствуй»…
- «Иду я ночью лесом со станции одна»… — «Попутчик»
- «Каждый год в осеннем месяце»… — «Первый курс»
- «Мне кажется, что я давно»… — «Мне кажется»…
- «Мой друг рисует горы, далёкие, как сон»…
- «Мою страну зовут Наедине»… — «Наедине»
- «Мы — горожане, зарёю ранней»… — «Горожане»
- «Мы становимся старше и старше»… — «Мы становимся старше»
- «Не могу я разобраться в Братске»… — «Песня о Братске»
- «Ночи бродячие — синие, белые»… — «Песня тебе»
- «Подари на прощанье мне билет»… — «Билет»
- «Понимаешь, ночь немая»… — «Понимаешь»
- «Попрощались мы до вокзала»… — «Мой солдат»
- «Привыкла я за столько лет»… — «Корреспондент»
- «Прозрачная роща смолкла»… — «Прозрачная роща»
- «Прошёл меня любимый мимо»… — «Песенка про трепача»
- «Разведу я над плитой»…
- «Светлые камушки из Конаково»… — «Камушки из Конаково»
- «Сегодня мы с тобой в институте»… — «Сегодня»
- «Синие деревья в инее»… — «Моё сокровище»
- «Снова твоё бесконечное „жди!“»… — «Я не хочу, чтобы ты уходил»…
- «Слушай, на время время позабудь»… — «Синие сугробы»
- «Снег да снег. Ни дорог, ни рек»… — «Снег да снег»
- «Собрался товарищ в дорогу»…
- «Созвонятся парни на неделе»… — «Парни»
- «Солнышко, помнишь ли ты наш апрель»… — «Солнышко». (Слова и музыка Ю. Визбора и А. Якушевой)
- «Спешат нам сумерки навстречу»… — «Попутная»
- «Становятся помехою другие города»… — «Другие города»
- «Сумерки. Ты поднимаешь глаза от картин»… — «Сумерки»
- «Так вышло, что Измайлово»… — «Измайлово»
- «Там в океан течёт Печора»… — «Печора»
- «Там давно, наверное»… — «Северный»
- «Ты говоришь: „Выход один“»… — «Дожди»
- «Ты — моё дыхание, утро моё ты раннее»…
- «Ты очень похож на меня, человек»… — «А я жду»
- «Уже, наверно, первый час»… — «Зелёноглазое такси»
- «Ходят суда то туда, то сюда»… — «Города-корабли»
- «Шёл человек, а куда — неизвестно»… — «Здравствуй, песня!»
- «Я открываю тебя, побережье Камчатки»… — «Камчатка»
- «Я приглашаю вас в леса»…
- «Я с детства люблю лабиринты метро»… — «Метро»
- «Я шагаю дорогой длинной»… — «Я шагаю»

## Награды
- Орден Дружбы (7 февраля 2008 года) — за большой вклад в развитие отечественного телерадиовещания и многолетнюю плодотворную деятельность[7].